# Eunidia paraspilota
Eunidia paraspilota är en skalbaggsart som beskrevs av Teocchi, Jiroux, Sudre, Jiroux och Henri L. Sudre 2004. Eunidia paraspilota ingår i släktet Eunidia och familjen långhorningar.
Artens utbredningsområde är Kenya. Inga underarter finns listade i Catalogue of Life.